# Unione Sportiva Cagliari 1960-1961
Questa pagina raccoglie le informazioni riguardanti l'Unione Sportiva Cagliari nelle competizioni ufficiali della stagione 1960-1961.

## Rosa
| N. |                      | Ruolo | Calciatore           |
| -- | -------------------- | ----- | -------------------- |
|    | Italia (bandiera)    | P     | Angelo Colombo       |
|    | Italia (bandiera)    | D     | Antonino Gerbaudo    |
|    | Italia (bandiera)    | D     | Mario Tiddia         |
|    | Italia (bandiera)    | D     | Dino Baccheretti     |
|    | Argentina (bandiera) | D     | Miguel Angelo Longo  |
|    | Italia (bandiera)    | D     | Enrico Spinosi       |
|    | Italia (bandiera)    | C     | Umberto Serradimigni |
|    | Italia (bandiera)    | C     | Antonio Congiu       |
|    | Italia (bandiera)    | C     | Franco Loriga        |

| N. |                   | Ruolo | Calciatore         |
| -- | ----------------- | ----- | ------------------ |
|    | Italia (bandiera) | C     | Emilio Busetto     |
|    | Italia (bandiera) | C     | Giovanni Savigni   |
|    | Italia (bandiera) | A     | Giuseppe Gagliardi |
|    | Italia (bandiera) | A     | Sergio Crovi       |
|    | Italia (bandiera) | A     | Guerrino Rossi     |
|    | Italia (bandiera) | A     | Giuseppe Rampini   |
|    | Italia (bandiera) | A     | Antonio Falchi     |
|    | Italia (bandiera) | A     | Sergio Santelli    |
|    | Italia (bandiera) | A     | Danilo Torriglia   |